# في حب تودا (فلم)
في حب تودا (بالإنجليزية: Everybody Loves Touda) هو فيلم دراما صدر سنة 2024، من إخراج نبيل عيوش الذي شارك في كتابة السيناريو إلى جانب مريم التوزاني. الفيلم من بطولة نسرين الراضي، التي تجسد دور مغنية شابة تحلم بأن تصبح فنانة شعبية مغربية تقليدية، وتسعى للانتقال إلى الدار البيضاء لتحقيق شهرة أوسع وحياة أفضل لابنها. الفيلم هو إنتاج مشترك بين المغرب، فرنسا، بلجيكا، الدنمارك، هولندا، والنرويج.
عُرض الفيلم لأول مرة عالميًا ضمن فعاليات الدورة السابعة والسبعون لمهرجان كان السينمائي في 17 مايو 2024. كما تم اختياره لتمثيل المغرب في جائزة الأوسكار لأفضل فيلم بلغة أجنبية في حفل توزيع جوائز الأوسكار السابع والتسعون.

## القصة
في بلدتها الصغيرة، تربي تودا، الشابة المطلقة، ابنها الصغير ياسين، الذي وُلد أصم وأبكم، بمفردها. تُحب الرقص والغناء في الحفلات والحانات في بلدتها، لكن شغفها الحقيقي هو «العيطة»، ذلك الغناء التقليدي القادم من البادية، حيث تُعبر النساء، منذ أجيال، عن مشاعرهن العميقة دون رقابة. هذا النوع من الغناء لا يروق لرواد الأماكن التي تغني فيها، فمعظمهم يبحث عن الترفيه، وليس دائمًا ببراءة. ذات يوم، تقرر تودا، التي تملك طموحات أخرى، ركوب الحافلة إلى الدار البيضاء، عازمة على النجاح هناك، وخاصة من خلال غناء العيطة.

## طاقم التمثيل
- نسرين الراضي بدور تودا
- جود الشاميحي بدور ياسين
- جليلة التلمسي بدور رقية
- مصطفى بوتنكيت بدور عازف الكمان
- لحسن رزوقي بدور العاشق
- عبد اللطيف شوقي بدور مدير بار أريزونا
- معاذ لصمك بدور البارمان
- خليل أوباعقا بدور مهدي

## الإنتاج
كتب نبيل عيوش سيناريو الفيلم بالتعاون مع زوجته المخرجة والممثلة مريم التوزاني. استعدادًا لدورها، تدربت نسرين الراضي مع شيخات محترفات لمدة عام ونصف، حيث تعلمت الغناء، والعزف على الإيقاع، والرقص، والتحدث بأسلوبهن. وقد رفضت الراضي عدة أدوار خلال فترة التصوير لتكريس نفسها بالكامل لدور تودا.
تم إنتاج فيلم في حب تودا من قِبَل نبيل عيوش وأمين بنجلون لصالح الشركة المغربية عليان للإنتاج، إلى جانب الشركة الفرنسية لي فيلم دي نوفو موند، وذلك بالمشاركة مع فيلفيت فيلمز (بلجيكا)، سنوغلوب (الدنمارك)، فايكينغ فيلم (هولندا)، ستار (النرويج)، بالإضافة إلى فرنسا 3 وآر تي بي إف (التلفزيون البلجيكي).

## الإطلاق
عُرض الفيلم لأول مرة عالميًا ضمن فعاليات الدورة السابعة والسبعون لمهرجان كان السينمائي في 17 مايو 2024.
تولت شركة إم كا دوه فيلمز التوزيع الدولي للفيلم. وكان من المقرر أن يُعرض سينمائيًا في فرنسا عبر شركة آد فيتام في 4 ديسمبر 2024، لكن تم تأجيل موعد الإصدار إلى 18 ديسمبر 2024.

## الاستقبال

### الاستقبال النقدي
على موقع تجميع المراجعات روتن توميتوز، حصل الفيلم على نسبة 100% من التقييمات الإيجابية بناءً على 8 مراجعات نقدية، بمتوسط تقييم 7/10.
أما موقع ميتاكريتيك، الذي يعتمد على متوسط موزون، فقد منح الفيلم درجة 68 من 100، بناءً على 5 مراجعات نقدية، مما يشير إلى «مراجعات إيجابية بشكل عام».

## وصلات خارجية
- مقالات تستعمل روابط فنية بلا صلة مع ويكي بيانات